# Lloyd Eisler
Lloyd Edgar Eisler (28 aprile 1963) è un ex pattinatore artistico su ghiaccio canadese, specializzato nel pattinaggio artistico su ghiaccio a coppie.

## Palmarès

### Con Isabelle Brasseur
| Internazionali            | Internazionali | Internazionali | Internazionali | Internazionali | Internazionali | Internazionali | Internazionali |
| Evento                    | 1987–88        | 1988–89        | 1989–90        | 1990–91        | 1991–92        | 1992–93        | 1993–94        |
| ------------------------- | -------------- | -------------- | -------------- | -------------- | -------------- | -------------- | -------------- |
| Giochi olimpici invernali | 9°             |                |                |                | 3°             |                | 3°             |
| Campionati mondiali       | 7°             | 7°             | 2°             | 2°             | 3°             | 1°             | 2°             |
| Nations Cup               |                |                |                |                | 1°             |                |                |
| NHK Trophy                |                | 4°             |                | 2°             |                | 4°             | 1°             |
| Skate Canada              |                | 1°             |                | 1°             |                |                |                |
| Trophée de France         |                |                | 2°             |                |                |                |                |
| Piruetten                 |                |                |                |                |                |                | 2°             |
| Nazionali                 |                |                |                |                |                |                |                |
| Campionati canadesi       | 2°             | 1°             | 3°             | 1°             | 1°             | 1°             | 1°             |

### Con Katherina Matousek
| Internazionali                       | Internazionali | Internazionali | Internazionali |
| Evento                               | 1982–83        | 1983–84        | 1984–85        |
| ------------------------------------ | -------------- | -------------- | -------------- |
| Giochi olimpici invernali            |                | 8°             |                |
| Campionati mondiali                  | 10°            | 5°             | 3°             |
| NHK Trophy                           |                |                | 4°             |
| Skate America                        | 6°             | 5°             |                |
| Skate Canada                         |                |                | 3°             |
| Grand Prix International St. Gervais | 2°             |                |                |
| Nebelhorn Trophy                     | 2°             |                |                |
| Nazionali                            |                |                |                |
| Campionati canadesi                  | 3°             | 1°             |                |